# Alexander Fedossejewitsch Sassuchin

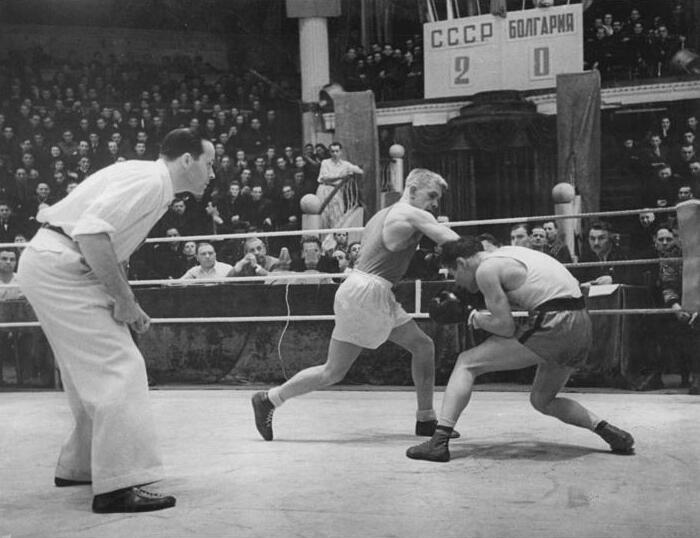
Sassuchin (Mitte) besiegt im März 1952 den Bulgaren Gjurjew

Alexander Fedossejewitsch Sassuchin (russisch Александр Федосеевич Засухин; * 15. Juli 1928 in Swerdlowsk; † 15. August 2012) war ein sowjetischer Boxer. Er war Vize-Europameister 1955 und 1961 im Federgewicht.

## Werdegang
Alexander Sassuchin begann als Jugendlicher in Swerdlowsk mit dem Boxen. Er war Mitglied von „Dynamo“ Swerdlowsk und später von „Dynamo“ Minsk. Seinen ersten großen Erfolg feierte er bereits 1950. In diesem Jahr wurde er sowjetischer Meister im Bantamgewicht vor Gabriel Khanukaschwili und Gennadi Garbuschew. Die nächste gute Platzierung bei einer sowjetischen Meisterschaft gelang ihm 1952, als er im Federgewicht den 2. Platz hinter Juri Sokolow und vor M. Jakowljew belegte. Den Sprung zu den Olympischen Spielen dieses Jahres schaffte er damit nicht.
1953 kam er bei der sowjetischen Meisterschaft im Federgewicht hinter Juri Sokolow und W. Smirnow auf den 3. Platz. Im Jahre 1954 gewann er aber seinen zweiten sowjetischen Meistertitel vor L. Anguladze und Juri Sokolow. Es war der erste im Federgewicht. 1955 wurde Alexander Sassuchin bei der Europameisterschaft in Berlin im Federgewicht eingesetzt. Er siegte dort über Massard aus Luxemburg, Istvan Horvath aus Ungarn und Hans-Peter Mehling aus der Bundesrepublik Deutschland jeweils nach Punkten und hatte damit das Finale erreicht. In diesem unterlag er überraschend dem englischen Außenseiter Thomas Nicholls mit 3:2 Punktrichterstimmen und musste sich mit dem Vize-Europameistertitel begnügen.
Bei der nach dieser Europameisterschaft stattfindenden sowjetischen Meisterschaft fehlte Alexander Sassuchin. Im Jahre 1956 wurde er aber erneut sowjetischer Meister im Federgewicht und hatte sich damit für die Teilnahme an den Olympischen Spielen in Melbourne qualifiziert. Er verletzte sich im Abschlusstraining und musste kurzfristig durch Wladimir Safronow ersetzt werden, der in Melbourne prompt Olympiasieger wurde.
1957 wurde Alexander Sassuchin zum vierten Mal sowjetischer Meister im Federgewicht. Bei der Europameisterschaft dieses Jahres wurde aber Wladimir Safronow eingesetzt. In den Jahren 1958 und 1959 konnte er sich bei den sowjetischen Meisterschaften nicht im Vorderfeld platzieren. Im Jahre 1960 belegte er aber wieder den dritten Platz hinter Boris Nikanorow und Stanislaw Stepaschkin. Bei den Olympischen Spielen 1960 in Rom kam er aber nicht zum Einsatz.
Alexander Sassuchin gab trotzdem nicht auf und wurde im Jahre 1961, inzwischen schon 33 Jahre alt, zum fünften Mal sowjetischer Meister. Im Laufe dieser Meisterschaft besiegte er den Olympiasieger von 1956 Wladimir Safronow und Stanislaw Stepaschkin, der 1964 Olympiasieger werden sollte. Er kam daraufhin bei der Europameisterschaft in Belgrad zum Einsatz und erreichte nach Siegen über Jaroslaw Kulesza aus Polen und Heinz Schulz aus der DDR das Finale. In diesem verlor er wie vor sechs Jahren gegen den Engländer Francis Taylor nach Punkten und wurde erneut nur Vize-Europameister.
1962 wurde Alexander Sassuchin noch einmal sowjetischer Vizemeister hinter Wladimir Safronow und beendete danach seine Boxerlaufbahn.

## Länderkämpfe mit Alexander Sassuchin
- 1952 in Moskau, UdSSR gegen Polen, Punktsieger über Leszek Drogosz,
- 1955 in Moskau, UdSSR gegen Finnland, Punktniederlage gegen Pentti Hämäläinen,
- 1956 in Paris, Frankreich gegen UdSSR, techn. KO-Sieger 2. Runde über Georges Henry

## UdSSR-Meisterschaften mit Alexander Sassuchin
(1950 im Bantamgewicht, ab 1952 im Federgewicht, damals bis 54 kg bzw. 57 kg Körpergewicht)
- 1950: 1. Alexander Sassuchin, 2. Gabriel Khanukaschwili, 3. Gennadi Garbuschew,
- 1952: 1. Juri Sokolow, 2. Alexander Sassuchin, 3. M. Jakowljew,
- 1953: 1. Juri Sokolow, 2. W. Smirnow, 3. Alexander Sassuchin,
- 1954: 1. Alexander Sassuchin, 2. L. Anguladze, 3. Juri Sokolow,
- 1956: 1. Alexander Sassuchin, 2. M. Papazjan, 3. Wladimir Karimow,
- 1957: 1. Alexander Sassuchin, 2. M. Papazjan, 3. Aloizs Tumiņš,
- 1960: 1. Boris Nikanorow, 2. Stanislaw Stepanowitsch Stepaschkin, 3. Alexander Sassuchin u. G. Wassiljew,
- 1961: 1. Alexander Sassuchin, 2. Anatoli Lagetko, 3. Stanislaw Stepaschkin u. M. Grigorjan,
- 1962: 1. Wladimir Safronow, 2. Alexander Sassuchin, 3. G. Sidun u. L. Gontscharow